# Mouatez Djedaiet
Mouatez Djedaiet (ur. 2 maja 1989) – algierski zapaśnik walczący w stylu klasycznym. Zajął 32 miejsce na mistrzostwach świata w 2013. Brązowy medalista igrzysk śródziemnomorskich w 2013. Dwukrotny medalista mistrzostw Afryki w latach 2009 i 2016. Mistrz arabski w 2012 roku.